# 大齒鰺
大齒鰺（学名：Campogramma glaycos）为輻鰭魚綱鱸形目鱸亞目鰺科的一个种。

## 分類及命名
本種首先由Bernard GermaindeLacépède於1801年以Centronotus glaycos的名義進行科學描述。1903年，查爾斯·泰特·里根將該物種轉移到一個新屬Campogramma，創造了今天使用的有效組合。本種有兩個初級同義詞，第一個在1941年被Delsman描述為Oligoplites africana，第二個在1955年由Dollfus描述，他們命名為Campogramma lirio。

## 分布
本魚分布於東大西洋，從不列顛群島至加納利群島海域，包括地中海西部，為亞熱帶海水魚，棲息深度15-30公尺。

## 特徵
本魚體呈紡錘型，背側輪廓比腹側輪廓稍微凸出，上顎寬而圓，其上端和下顎均有一排寬大且間隔寬的犬齒。背鰭2個，背鰭硬棘7枚、背鰭軟條30枚、臀鰭硬棘2枚、臀鰭軟條23-24枚，體上半部鋼青色至綠色，深色的顏色終止於一系列鋸齒狀的凸起，腹面顏色為銀色到白色，所有鰭都是透明的灰色，除了尾鰭通常是黃色的，體長可達60公分，體重可達2.8公斤。

## 生態
成魚棲息在大洋或淺海區，以其他魚類為食，生活習性不明，可做為食用魚及遊釣魚。它通常以新鮮，冷凍或乾燥和鹽醃的形式出售，也用於生產魚粉和油。